# Методи діяння на пласт
Методи діяння на пласт (рос. методы воздействия на пласт; англ. methods of reservoir stimulation; нім. Schichtbehandlungmethoden f pl) — методи штучного впливу на режим роботи нафтових і газоконденсатних покладів з метою інтенсифікації їх розробки і збільшення ефективності використання надр, які характеризуються видами витіснюваного та запомповуваного робочого аґентів і особливостями процесів витіснення вуглеводнів (метод заводнення, методи теплофізичного і термохімічного діяння, змішувального витіснення, які передбачають просування облямівки робочим аґентом, циклічного діяння на пласт і ін.).